# 韋伯斯特 (新罕布什爾州)
韋伯斯特（英語：Webster）是一個位於美國新罕布什爾州梅里馬克縣的鎮。

## 人口
根據2020年美國人口普查的數據，韋伯斯特的面積為74.60平方千米，當中陸地面積為73.10平方千米，而水域面積為1.50平方千米。當地共有人口1913人，而人口密度為每平方千米26人。